# Осенние озёра
«Осенние озёра» — вторая книга стихов Михаила Кузмина.
Единственное издание книги (c подзаголовком «Вторая книга стихов») было осуществлено издательством «Скорпион» в 1912 году. Сохранилась рукопись 1911 года, содержащая много разночтений с опубликованным результатом. В рукописи вся книга была посвящена Всеволоду Князеву. Обложку для сборника оформил С. Ю. Судейкин.
Сборник состоит из трёх частей, причём третья включает в себя цикл «Духовные стихи», которые были созданы как произведения для музыки в 1901—1903 гг. и публиковались в 1912 году с нотами как альбом.
По словам Н. А. Богомолова, вторая книга стихов закрепила за Кузминым «репутацию мастера, свободно владеющего всеми стиховыми формами (от верлибра до сложных строфических построений и имитаций античного стиха) и виртуозно, с полной интонационной свободой сочетающего различные пласты поэтического языка — от изысканно-галантного до простонародного».